# بالديسيرو دي ألبا
باليسيرو دي ألبا هيبلدية (كوميون) في مقاطعة كونيو في المنطقة الإيطالية بيدمونت، وتقع على بعد حوالي 35 كيلومتر (22 ميل) جنوب شرق تورينو وحوالي 50 كيلومتر (31 ميل) شمال شرق كونيو. اعتبارًا من 31 ديسمبر 2004، كان عدد سكانها 1083 نسمة ومساحتها 15.0 كيلومتر مربع (5.8 ميل2). 
تقع بالديسيرو دي ألبا على حدود البلديات التالية: تشيريسولي ألبا، كورنيليانو دي ألبا، مونتالدو رويرو، سوماريفا ديل بوسكو، سوماريفا بيرنو.

## المعالم السياحية الرئيسية
- كولونا كاستليم بما في ذلك كنيسة صغيرة على الطراز القوطي
- كنيسة أبرشية سانت كاترين
- كنيسة سانت أنتونينو